# Поярково (Рязанская область)
Поя́рково — деревня в Михайловском районе Рязанской области России.

## География
На севере деревня граничит с д. Вилки, на юго-востоке — с. Хавертово. На востоке протекает р. Жрака.

## Транспорт
Через деревню проходит федеральная автодорога Р132 «Калуга-Тула-Михайлов-Рязань».

## История
| Год  | Население |
| ---- | --------- |
| 1929 | 1286      |

В 1850 г. в Пояркове было 3 помещика.
До 1924 года деревня входила в состав Хавертовской волости Михайловского уезда Рязанской губернии.

## Население
| 1859 | 1906  | 1929  | 2010 |
| ---- | ----- | ----- | ---- |
| 367  | ↗1264 | ↗1286 | ↘422 |

## Достопримечательности
Недалеко от деревни на берегу р. Жрака сохранились следы укреплений.

## Известные уроженцы
- Савельев, Михаил Иванович (1896—1970) — советский военачальник, Герой Советского Союза.
- Чупрыгин, Даниил Семёнович (1894—1976) — советский военачальник, генерал-майор.